# Thursday Night Football
 (octobre 2020).
Thursday Night Football (souvent abrégé en TNF) est la marque utilisée pour les diffusions des matchs de la National Football League (NFL), principalement le jeudi soir. La plupart débutent à 20 h 20. Ils sont également diffusés occasionnellement le samedi en fin de saison, ainsi qu'un seul match le dimanche matin, depuis Londres dans le cadre de la série internationale de la NFL (ces matchs portent depuis 2017 le nom NFL Network Special).

## Histoire
Le 23 novembre 2006, la diffusion fait initialement partie du forfait Run to the Playoffs du réseau NFL, qui consiste en huit matchs au total, diffusés les jeudis et les samedis soirs (cinq le jeudi et trois le samedi, à l'origine sous le nom de Saturday Night Football), pendant la dernière partie de la saison. Depuis 2012, TNF commence au cours de la deuxième semaine de la saison de la NFL; le match de lancement de la saison NFL (NFL Kickoff Game (en)) et NFL on Thanksgiving Day (en) sont tous deux diffusés dans le cadre du Sunday Night Football (en) de NBC Sports et ne font pas partie du TNF, bien que le match de Thanksgiving est inclus auparavant dans le package entre 2006 et 2011.
Lors de son lancement, le paquet suscite de vives controverses, principalement en raison de l’indisponibilité relative du réseau NFL à l’époque; la ligue utilise les jeux comme levier pour inciter les opérateurs de télévision à proposer NFL Network dans leurs forfaits de base, plutôt que dans des forfaits haut de gamme orientés vers le sport, exigeant des abonnés des frais plus élevés; bien que, comme pour toutes les autres chaînes de télévision par câble nationales diffusant des matchs de la NFL, les règlements de la ligue exigent que les matchs soient diffusés par les stations de télévision en direct sur les marchés locaux des équipes. Ces problèmes sont amplifiés en 2007, lorsqu'un match, qui voit les Patriots de la Nouvelle-Angleterre clore une saison régulière parfaite, est diffusé simultanément sur les ondes de CBS et de NBC, en plus de NFL Network et des stations locales auxquelles le match a été vendu, à la suite des préoccupations des politiciens et autres critiques.
En 2014, la NFL crée un nouveau modèle afin d'accroître la visibilité. L'ensemble du paquet TNF est produit par des titulaires de droits distinct, qui détiennent les droits pour diffuser simultanément une partie du paquet sur leur réseau respectif. CBS est le premier détenteur de droits selon ce modèle, diffusant neuf jeux et produisant le reste du paquet exclusivement sur NFL Network pour satisfaire ses accords de distribution. Le forfait est également prolongé à la 16e semaine de la saison et comprend un nouveau programme double partagé le samedi entre CBS et NFL Network. Le 18 janvier 2015, CBS et NFL Network prolongent le même arrangement pour une deuxième saison. En 2016 et 2017, la NFL maintient un arrangement similaire, mais ajoute NBC comme deuxième titulaire des droits aux côtés de CBS, chaque réseau diffusant cinq jeux.
En 2018, la NFL conclut un accord à long terme avec Fox visant à détenir ces droits jusqu'en 2022.
Les jeux sont diffusés à la radio par l’intermédiaire de Westwood One, qui les diffuse à des stations de radio partenaires situées aux États-Unis. En 2016, la NFL commence également à octroyer à des tiers des droits de diffusion en streaming, à commencer par Twitter en 2016 et Amazon Prime Video en 2017, ces derniers ayant renouvelé leur contrat jusqu'en 2019, et Twitch est également programmé pour diffuser certains jeux en 2018.